# Žofie Dorota Württemberská
Žofie Dorota Württemberská (25. října 1759, Štětín – 5. listopadu 1828, Pavlovsk) byla württemberská princezna, která se provdala za ruského cara Pavla I. a přijala jméno Marie Fjodorovna.

## Původ
Narodila se jako sedmé z dvanácti dětí vzešlých z manželství vévody Fridricha II. Evžena (1732–1797) s Bedřiškou Braniborsko-Schwedtskou (1736–1798). Jejími sourozenci byli:
- Fridrich Vilém (1754–1816), král württemberský
- Ludvík Fridrich (1756–1817)
- Evžen Fridrich (1758–1822)
- Vilém Fridrich (1761–1830)
- Bedřiška Alžběta (1765–1785)
- Alžběta Vilemína (1767–1790)
- Alexandr Fridrich (1771–1833)
- Jindřich Karel (1772–1838).

## Život

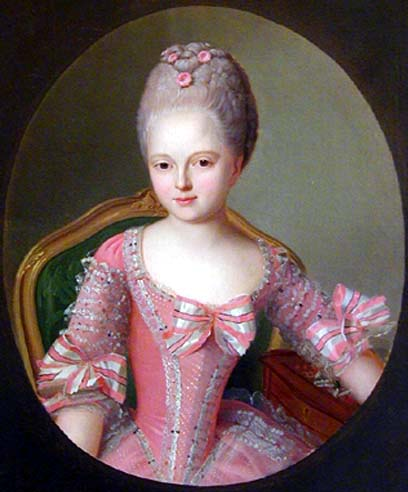
Sofie Württemberská ve věku 11 let (portrét z roku 1770.

V dubnu 1776 se zasnoubila s pozdějším hesenským velkovévodou Ludvíkem I. Brzy se ale na obzoru objevil vhodnější snoubenec – následník ruského trůnu cesarevič Pavel. Sňatek domluvili pruský král Fridrich Veliký a Pavlova matka carevna Kateřina Veliká a 23. července 1776 v Berlíně proběhly zásnuby. Sofie přijala pravoslaví a s novou vírou i nové jméno Marie Fjodorovna. Svatba se pak uskutečnila 7. října 1776 v Petrohradě. Z manželství vzešlo deset dětí:

### Potomci
- Alexandr I. Pavlovič (23. prosince 1777 – 1. prosince 1825), následník trůnu, král polský, velkokníže finský a ruský car od roku 1801 až do své smrti, ⚭ 1793 Luisa Bádenská (24. ledna 1779 – 16. května 1826)
- Konstantin Pavlovič (8. května 1779 – 27. června 1831), ruský velkokníže, cesarevič, v roce 1823 se pro nerovnorodý sňatek zřekl následnictví trůnu,
⚭ 1796 Juliana Sasko-Kobursko-Saalfeldská (23. září 1781 – 15. srpna 1860), rozvedli se v roce 1820 (žili odděleně už od roku 1801)
⚭ 1820 Johana Grudzińská (17. května 1791 – 17. listopadu 1831)
- Alexandra Pavlovna (9. srpna 1783 – 16. března 1801), ruská velkokněžna, ⚭ 1799 Josef Habsbursko-Lotrinský (9. března 1776 – 13. ledna 1847), rakouský arcivévoda a uherský palatin
- Jelena Pavlovna (24. prosince 1784 – 24. září 1803), ruská velkokněžna, ⚭ 1799 Fridrich Ludvík Meklenbursko-Zvěřínský (13. června 1778 – 29. listopadu 1819), dědičný meklenbursko-zvěřínský velkovévoda
- Marie Pavlovna (16. února 1786 – 23. června 1859), ruská velkokněžna, ⚭ 1804 Karel Fridrich Sasko-Výmarsko-Eisenašský (2. února 1783 – 8. července 1853), velkovévoda sasko-výmarsko-eisenašský
- Kateřina Pavlovna (10. května 1788 – 9. ledna 1819), ruská velkokněžna,
⚭ 1809 Jiří Oldenburský (9. května 1784 – 27. prosince 1812)
⚭ 1816 Vilém I. Württemberský (27. září 1781 – 25. června 1864), král württemberský od roku 1816 až do své smrti
- Olga Pavlovna (1792–1795)
- Anna Pavlovna (18. ledna 1795 – 1. března 1865), ruská velkokněžna, ⚭ 1816 Vilém II. Nizozemský (6. prosince 1792 – 17. března 1849), lucemburský velkovévoda, limburský vévoda a nizozemský král od roku 1840 až do své smrti
- Mikuláš I. (6. července 1796 – 2. března 1855), velkokníže finský, poslední polský král a ruský car od roku 1825 až do své smrti, ⚭ 1817 Šarlota Pruská (13. července 1798 – 1. listopadu 1860)
- Michail Pavlovič (8. února 1798 – 9. září 1849), ruský velkokníže, ⚭ 1824 Šarlota Württemberská (9. ledna 1807 – 2. února 1873), po svatbě a konverzi k pravoslaví přijala jméno Jelena Pavlovna

Carevna Kateřina vždy Marii odebrala děti záhy po narození, což mladé matce působilo nesmírný žal. Po svatbě však bylo manželství velmi šťastné. Marie v jednom dopise příteli píše: „Nikdy, drahý příteli, bych nemohla být šťastnější.“ A Pavlovi: „Nemohu jít spát, aniž bych šla za mým drahým knížetem a řekla mu ještě jednou, jak ho šíleně miluji.“

### Vztah s manželem
Pavel byl mimořádně nevzhledný a měl složitou povahu, ale Marie Fjodorovna se zcela ztotožnila se svým prohlášením: „Můj muž je dokonalým andělem a já ho miluji bez výhrad.“ Marie nikdy nepřestala svého manžela milovat i přes jeho trudný a často tyranský charakter.
Po Pavlově nastoupení na trůn v roce 1796 měla Marie velký a celkově velmi dobrý vliv na svého muže. Třebaže v pozdější době již si manželský pár nebyl tak blízký jako na počátku manželství, i nadále byl jejich vztah velmi vřelý.
Sehrála významnou roli v problematice péče o mládež – již v roce 1797 se stala náčelnicí sirotčinců v zemi. Podobně věnovala pozornost i rozvoji vzdělání žen v Rusku – pod jejím vlivem a záštitou bylo (již za vlády Alexandra I.) založeno několik ženských vzdělávacích ústavů jak v Petrohradě, tak v Moskvě, Charkově, Simbirsku a dalších městech.
Spolu s manželem vybudovala palác Pavlovsk – letní carskou rezidenci.
Po Pavlově smrti Marie upadla do hysterie a chtěla vládnout sama, měla částečnou podporu i v armádě, ale jeden z hlavních účastníků převratu a vraždy jejího manžela - generál Levin August von Bennigsen zabránil, aby se mohla ujmout vlády. Obvinila syna (Alexandr I.), že na jeho smrti nese vinu a nechtěla ho již znát. Teprve po nějakém čase se vztah mezi nimi upravil, když jí Alexandr vše vysvětlil.
Carevna-vdova zemřela 5./12. listopadu 1828 v Pavlovsku. Byla považována za ideální carevnu, dobrou a bohabojnou. Byla uznávána i za to, že přes těžkou manželovu povahu ho nikdy nezradila a vždy ho upřímně milovala.

## Vývod z předků
|                              |                                           |  |                               |                                                              |  |  |  |  |  |  |  | Eberhard III. Württemberský |
|                              |                                           |  |                               |                                                              |  |  |  |  |  |  |  |                             |
|                              | Fridrich Karel Württembersko-Winnentalský |  |                               |                                                              |  |  |  |  |  |  |  |                             |
|                              |                                           |  |                               |                                                              |  |  |  |  |  |  |  |                             |
|                              |                                           |  |                               | Anna Kateřina ze Salm-Kyrburgu                               |  |  |  |  |  |  |  |                             |
|                              |                                           |  |                               |                                                              |  |  |  |  |  |  |  |                             |
|                              | Karel Alexandr Württemberský              |  |                               |                                                              |  |  |  |  |  |  |  |                             |
|                              |                                           |  |                               |                                                              |  |  |  |  |  |  |  |                             |
|                              |                                           |  |                               | Albert II. Braniborsko-Ansbašský                             |  |  |  |  |  |  |  |                             |
|                              |                                           |  |                               |                                                              |  |  |  |  |  |  |  |                             |
|                              | Eleonora Juliana Braniborsko-Ansbašská    |  |                               |                                                              |  |  |  |  |  |  |  |                             |
|                              |                                           |  |                               |                                                              |  |  |  |  |  |  |  |                             |
|                              |                                           |  |                               | Žofie Markéta Oettingensko-Oettingenská                      |  |  |  |  |  |  |  |                             |
|                              |                                           |  |                               |                                                              |  |  |  |  |  |  |  |                             |
|                              | Fridrich II. Evžen Württemberský          |  |                               |                                                              |  |  |  |  |  |  |  |                             |
|                              |                                           |  |                               |                                                              |  |  |  |  |  |  |  |                             |
|                              |                                           |  |                               | Evžen Alexandr František Thurn-Taxis                         |  |  |  |  |  |  |  |                             |
|                              |                                           |  |                               |                                                              |  |  |  |  |  |  |  |                             |
|                              | Anselm František Thurn-Taxis              |  |                               |                                                              |  |  |  |  |  |  |  |                             |
|                              |                                           |  |                               |                                                              |  |  |  |  |  |  |  |                             |
|                              |                                           |  |                               | Anna Adéla Fürstenbersko-Heiligenberská                      |  |  |  |  |  |  |  |                             |
|                              |                                           |  |                               |                                                              |  |  |  |  |  |  |  |                             |
|                              | Marie Augusta Thurn-Taxis                 |  |                               |                                                              |  |  |  |  |  |  |  |                             |
|                              |                                           |  |                               |                                                              |  |  |  |  |  |  |  |                             |
|                              |                                           |  |                               | Ferdinand August z Lobkovic                                  |  |  |  |  |  |  |  |                             |
|                              |                                           |  |                               |                                                              |  |  |  |  |  |  |  |                             |
|                              | Marie Ludovika Anna z Lobkovic            |  |                               |                                                              |  |  |  |  |  |  |  |                             |
|                              |                                           |  |                               |                                                              |  |  |  |  |  |  |  |                             |
|                              |                                           |  |                               | Marie Anna Vilemína Bádenská                                 |  |  |  |  |  |  |  |                             |
|                              |                                           |  |                               |                                                              |  |  |  |  |  |  |  |                             |
| 'Žofie Dorota Württemberská' |                                           |  |                               |                                                              |  |  |  |  |  |  |  |                             |
|                              |                                           |  |                               |                                                              |  |  |  |  |  |  |  |                             |
|                              |                                           |  | Fridrich Vilém I. Braniborský |                                                              |  |  |  |  |  |  |  |                             |
|                              |                                           |  |                               |                                                              |  |  |  |  |  |  |  |                             |
|                              | Filip Vilém Braniborsko-Schwedtský        |  |                               |                                                              |  |  |  |  |  |  |  |                             |
|                              |                                           |  |                               |                                                              |  |  |  |  |  |  |  |                             |
|                              |                                           |  |                               | Žofie Dorotea Šlesvicko-Holštýnsko-Sonderbursko-Glücksburská |  |  |  |  |  |  |  |                             |
|                              |                                           |  |                               |                                                              |  |  |  |  |  |  |  |                             |
|                              | Fridrich Vilém Braniborsko-Schwedtský     |  |                               |                                                              |  |  |  |  |  |  |  |                             |
|                              |                                           |  |                               |                                                              |  |  |  |  |  |  |  |                             |
|                              |                                           |  |                               | Jan Jiří II. Anhaltsko-Desavský                              |  |  |  |  |  |  |  |                             |
|                              |                                           |  |                               |                                                              |  |  |  |  |  |  |  |                             |
|                              | Jana Šarlota Anhaltsko-Desavská           |  |                               |                                                              |  |  |  |  |  |  |  |                             |
|                              |                                           |  |                               |                                                              |  |  |  |  |  |  |  |                             |
|                              |                                           |  |                               | Henrietta Kateřina Oranžská                                  |  |  |  |  |  |  |  |                             |
|                              |                                           |  |                               |                                                              |  |  |  |  |  |  |  |                             |
|                              | Bedřiška Braniborsko-Schwedtská           |  |                               |                                                              |  |  |  |  |  |  |  |                             |
|                              |                                           |  |                               |                                                              |  |  |  |  |  |  |  |                             |
|                              |                                           |  |                               | Fridrich I. Pruský                                           |  |  |  |  |  |  |  |                             |
|                              |                                           |  |                               |                                                              |  |  |  |  |  |  |  |                             |
|                              | Fridrich Vilém I.                         |  |                               |                                                              |  |  |  |  |  |  |  |                             |
|                              |                                           |  |                               |                                                              |  |  |  |  |  |  |  |                             |
|                              |                                           |  |                               | Žofie Šarlota Hannoverská                                    |  |  |  |  |  |  |  |                             |
|                              |                                           |  |                               |                                                              |  |  |  |  |  |  |  |                             |
|                              | Žofie Dorota Pruská                       |  |                               |                                                              |  |  |  |  |  |  |  |                             |
|                              |                                           |  |                               |                                                              |  |  |  |  |  |  |  |                             |
|                              |                                           |  |                               | Jiří I.                                                      |  |  |  |  |  |  |  |                             |
|                              |                                           |  |                               |                                                              |  |  |  |  |  |  |  |                             |
|                              | Žofie Dorotea Hannoverská                 |  |                               |                                                              |  |  |  |  |  |  |  |                             |
|                              |                                           |  |                               |                                                              |  |  |  |  |  |  |  |                             |
|                              |                                           |  |                               | Žofie Dorotea z Celle                                        |  |  |  |  |  |  |  |                             |
|                              |                                           |  |                               |                                                              |  |  |  |  |  |  |  |                             |